# دانيال شاكون
دانيال شاكون (بالإسبانية: Daniel Chacón)‏ هو لاعب كرة قدم كوستاريكي في مركز قلب الدفاع، ولد في 11 أبريل 2001 في Turrialba (district) ‏ في كوستاريكا. شارك مع منتخب كوستاريكا تحت 17 سنة لكرة القدم ومنتخب كوستاريكا لكرة القدم. أما مع النوادي، فقد لعب مع نادي كارتاهينيس.

## وصلات خارجية
- دانيال شاكون على موقع قاعدة بيانات كرة القدم.إي يو (الإنجليزية)
- دانيال شاكون على موقع ناشيونال فوتبول تيمز (الإنجليزية)
- دانيال شاكون على موقع Soccerway.com (الإنجليزية)
- دانيال شاكون على موقع عالم كرة القدم.نت (الإنجليزية)